# Azoospermiefaktor
Der Azoospermiefaktor ist auf dem langen Arm des Y-Chromosom zu finden. Er wird in 3 nichtüberlappenden Bereiche eingeteilt, in AZFa, AZFb und AZFc. Eine Mutation in einem dieser Bereiche führt zu einer gestörten Spermatogenese. Die Spermien können nicht mehr reifen, und somit liegen wenige bis gar keine Spermien vor. Die resultierende Krankheit nennt man Azoospermie.